# デトロイト交響楽団
デトロイト交響楽団（デトロイトこうきょうがくだん、英語: Detroit Symphony Orchestra、略称 DSO）は、アメリカ合衆国ミシガン州デトロイトを本拠とするオーケストラ。

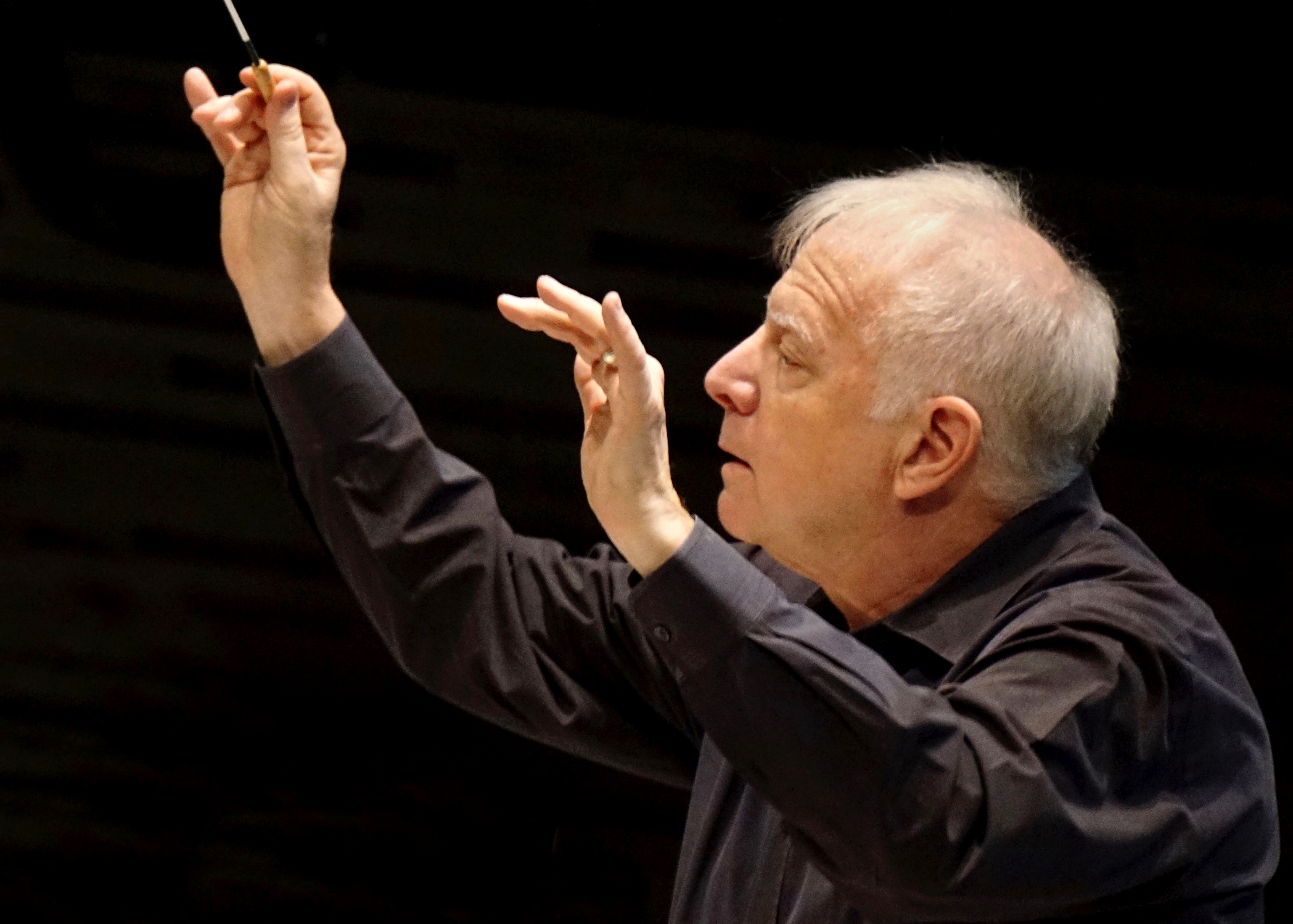
第12代音楽監督レナード・スラットキン（2015年）

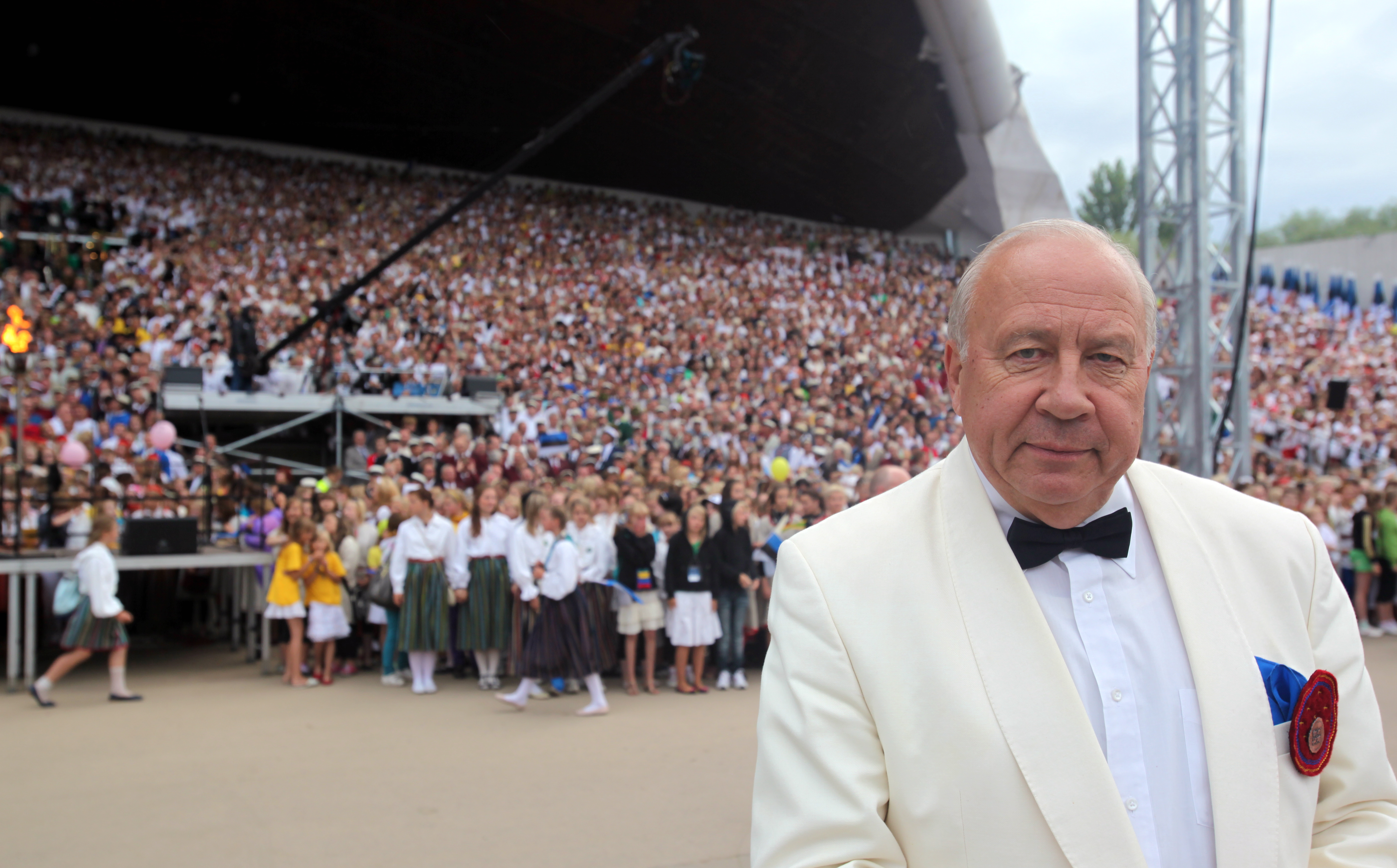
第11代音楽監督ネーメ・ヤルヴィ

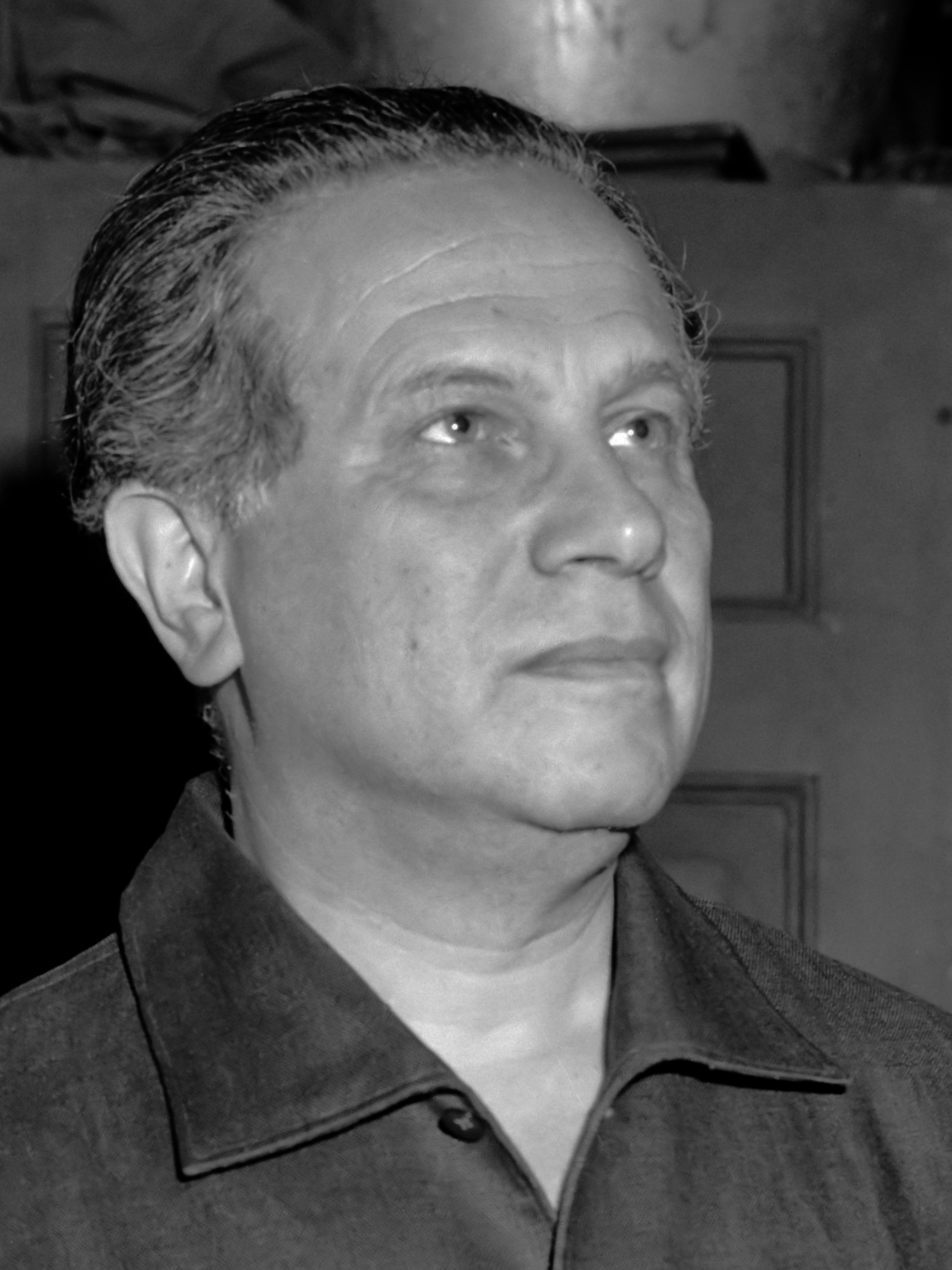
第9代音楽監督アンタル・ドラティ（1962年）

## 概要
デトロイト交響楽団は、1914年に設立された。デトロイトが自動車産業の町として経済力に恵まれていたことを背景にしており、その後の楽団経営は自動車産業の浮沈を常に反映することとなった。
1922年2月10日に、ピアニストのアルトゥール・シュナーベルを迎えて、世界で最初にラジオ放送を行なった。その後もフォード社やジェネラル・モーターズ社の提供によって、アメリカ国内でラジオ放送を続けている。演奏会は、例年45万人の集客力を誇り、1926年からは、児童のための教育的な無料演奏会も行なっている。2005年度中に、楽団の敷地に芸術高等学校が開設される予定である。第2代の首席指揮者オシップ・ガブリロヴィッチは、就任時の交換条件として、演奏会場の新設を要求し、このためオーケストラ・ホールが設立された。ビクター、ロンドン、デッカ、マーキュリー、RCA、シャンドスなどのレーベルや自主レーベルに、数多くの録音を残している。
ポール・パレーが音楽監督を務めた時代に飛躍的な発展を遂げ、アメリカ十大オーケストラのひとつに数えられるまでに躍進した。パレーとデトロイト交響楽団はマーキュリー・レコードにサン・サーンスの交響曲第3番を始めとする大量の録音を行い、その名声を全世界に轟かせた。
パレー退任後には楽団の財政状況の悪化と相まってしばらく低迷期が続いたが、アンタル・ドラティの音楽監督就任によって再び黄金時代を迎えた。レコーディングや放送番組への出演を活発に行い、1979年には初のヨーロッパ楽旅を実施した。ドラティ指揮の《春の祭典》のCDは、グランプリ・デュ・ディスク大賞に輝いた。
ドラティが楽団の運営方針を巡り理事会と対立し退陣、その後ネーメ・ヤルヴィが、不況による楽団経営が困難な時期の舵取りを粘り強くこなし、長い在任期間中、シャンドスレーベルを中心に録音活動を行うなど、演奏水準を維持し続けた。その後を継いだレナード・スラットキンも、多彩なデバイスを利用した多種多様な録音を残した。
2020年からヤデル・ビニャミーニが音楽監督を務める。

## 歴代音楽監督・首席指揮者
- ウェストン・ゲイルズ（1914 - 1917）
- オシップ・ガブリロヴィッチ（1918 - 1936）
- フランコ・ギオーネ（1936 - 1940）
- ヴィクター・コラー（1940 - 1942）
- カール・クリューガー（1944 - 1949）
- ポール・パレー（1951 - 1962）
- シクステン・エールリンク（1963 - 1973）
- アルド・チェッカート（1973 - 1977）
- アンタル・ドラティ（1977 - 1981）
- ギュンター・ヘルビヒ（1984 - 1990）
- ネーメ・ヤルヴィ（1990 - 2005）
  - この時代、首席客演指揮者はイツァーク・パールマンが務めており、常任作曲家にマイケル・ドアティが選ばれている。
  - 首席客演指揮者・芸術顧問　ピーター・ウンジャン（2006 - 2008）
- レナード・スラットキン（2008 - 2018）
- ヤデル・ビニャミーニ（英語版）（2020 - ）[4]